# 歩兵第56連隊
歩兵第56連隊（ほへいだい56れんたい、歩兵第五十六聯隊）は、大日本帝国陸軍の連隊のひとつ。

## 沿革
- 1905年（明治38年）

4月 - 動員下令
6月13日 - 軍旗拝受
- 1907年（明治40年）10月 - 第14師団から第18師団へ所属変更、衛戍地は久留米となり転営
- 1908年（明治41年）11月10日 - 福岡県三井郡国分村に移転[1]。
- 1914年（大正3年） - 青島の戦いに参加
- 1925年（大正14年）5月1日 - 宇垣軍縮により本連隊は廃止
- 1937年（昭和12年）

9月 - 軍旗拝受、第18師団隷下となる、以後は上陸訓練を重ねる
10月8日 - 門司港を出港
杭州湾上陸作戦に参加、金山衛城、亭林鎮、嘉善、湖州での戦いの末杭州にいたり、占領後は同地の警備に就く
- 1938年（昭和13年）10月 - バイアス湾上陸作戦に参加、華南各地で戦う
- 1941年（昭和16年）12月8日 - コタバルに上陸、マレー作戦に参加
- 1942年（昭和17年）4月 - ビルマに移動、マンダレーやシャン州を経由してメイミョウに到着、同地の警備に就く
- 1943年（昭和18年）

3月 - イギリス軍ウィンゲート空挺旅団の侵入に対処
10月 - ウ号作戦、九号作戦に参加
- 1944年（昭和19年）

6月 - 第一次断作戦に参加
- 1945年（昭和20 年）

2月 - フーコンやメイクテーラの戦いなどに参加、以後はシッタン方面へ移動しニャンカン付近で防戦に努める
8月 - 終戦

## 歴代連隊長
| 第一次 |            |                       |                |
| 1      | 菊地主殿   | 1905.4.17 - 1907.2.13 |                |
| 2      | 田上他二郎 | 1907.2.13 - 1911.9.6  | 中佐、大佐昇進 |
| 3      | 岡村勝三郎 | 1911.9.6 - 1913.8.22  |                |
| 4      | 加藤豊三郎 | 1913.8.22 - 1916.4.1  |                |
| 5      | 畑英太郎   | 1916.4.1 - 1918.7.24  |                |
| 6      | 木下文次   | 1918.7.24 - 1919.7.25 |                |
| 7      | 坂初枝     | 1919.7.25 -           |                |
| 8      | 廻健介     | 1921.7.20 -           |                |
| 9      | 柴田繁枝   | 1923.8.6 - 1915.5.1   |                |
| 第二次 |            |                       |                |
| 1      | 藤山三郎   | 1937.9.10 -           | 中佐           |
| 2      | 馬淵久之助 | 1938.12.10 -          |                |
| 3      | 野溝弐彦   | 1939.5.19 -           |                |
| 4      | 榊徳雄     | 1940.8.1 -            |                |
| 5      | 那須義雄   | 1941.10.15 -          |                |
| 6      | 藤村益蔵   | 1942.2.18 -           |                |
| 7      | 長久竹郎   | 1943.3.1 -            |                |
| 8      | 藤村義明   | 1944.11.7 -           | 中佐           |
| 9      | 生田藤一   | 1945.4.27 -           | 中佐           |
| 末     | 佐藤又三郎 | 1945.5.31 -           |                |